# Zernitz (Zernitz-Lohm)
Zernitz ist ein bewohnter Gemeindeteil der Gemeinde Zernitz-Lohm des Amtes Neustadt (Dosse) im Landkreis Ostprignitz-Ruppin in Brandenburg.

## Geografie
Der Ort liegt 4 Kilometer nordöstlich von Lohm, 6 Kilometer nordwestlich von Neustadt (Dosse), 7 Kilometer südsüdwestlich von Kyritz und 29 Kilometer westsüdwestlich von Neuruppin. Die Nachbarorte sind Holzhausen im Norden, Heinrichsfelde und Leddin im Nordosten, Plänitz im Osten, Neuendorf im Süden, Kahlschlag, Lohm und Krüllenkempe im Südwesten sowie Bahnhof Zernitz im Nordwesten.